# Ieuan Evans
Ieuan Cennydd Evans (* 21. März 1964 in Pontarddulais) ist ein ehemaliger walisischer Rugby-Union-Spieler, der auf der Position des Außendreiviertels spielte.
Evans begann seine sportliche Karriere während der Schulzeit in Carmarthen. Mit 19 Jahren trat er dem Llanelli Rugby Club bei. Zu dieser Zeit studierte er an der Universität in Salford. Evans Mannschaft gelang der Einzug in sieben Pokalfinals, wovon fünf gewonnen wurden. 1997 wechselte er zu Bath, in seiner letzten Saison als Aktiver gewann er mit diesem Team den Heineken Cup.
Das erste Länderspiel absolvierte Evans 1987 gegen Frankreich in Paris. Es folgten 71 weitere Länderspiele, in denen er 28 mal als Kapitän auflief und 33 Versuche erzielte. Er brach damit den bis dato gültigen walisischen Rekord. 1994 führte er Wales zum Sieg der Five Nations. Sein letztes Spiel bestritt Evans 1998 gegen Italien.
Er nahm an drei Touren, 1989 in Australien, 1993 in Neuseeland und 1997 in Südafrika, der British Lions teil. 1993 gelangen ihm dabei gegen die All Blacks vier Versuche.
1996 wurde Evans für seine herausragenden Leistungen der Orden Member of the British Empire verliehen. 1999 beendete er seine Karriere und gründete ein Marketing-Unternehmen. Im Jahr 2007 wurde er in die International Rugby Hall of Fame aufgenommen.